# Tetsujin 28-go FX
Tetsujin 28-go FX (яп. 超電動ロボ 鉄人28号FX Тё: Дэндо: Робот Тэцудзин 28-го FX) — аниме-сериал, второй сиквел оригинального Tetsujin 28-go. Премьерный показ состоялся 5 апреля 1991 года, последняя серия вышла 30 марта 1992 года. Всего было выпущено 47 серий.

## Сюжет
Действие происходит в недалёком будущем, главным героем является сын Сётаро Канэды — Ёко Канэда. Он работает в детективном агентстве со своими друзьями, которые также являются детьми других ключевых персонажей из оригинального сериала Tetsujin 28-go; в частности, с внучкой инспектора Оцуки — Сиори Нисина. Робот Тэцудзин 28 управляется дистанционно с помощью специального пульта. Вместе с ним Ёко борется против злодея Цоана и его армии роботов.

## Озвучивали
- Орикаса, Ай — Ёко
- Хирамацу, Акико — Сиори
- Хисамура, Эйко — Сётаро
- Эцуко, Кодзакура — Футаба
- Гиндзо, Мацуо — братья Элвис
- Танака, Хидэюки — Сётаро
- Цуру, Хироми — Мишель
- Кан, Токумаро — Батлер

## Музыка
Вступительной композицией служит песня Хиро Нагасавы Future Hero, а в конце серий звучат Bokura wa Bōkensha (僕らは冒険者) и Get Your Dream.